# Sharon Benson
Sharon Benson (...) è un'attrice e cantante inglese, nota soprattutto come interprete di musical nel West End londinese.
Nel 1991 ha interpretato Carmen nel musical Carmen Jones all'Old Vic di Londra e per la sua performance è stato candidata al Laurence Olivier Award alla migliore attrice in un musical. Ha recitato anche in altri musical di successo, tra cui Cats, King e The Hot Mikado.